# مايك مونتجومري (مدرب كرة سلة)
مايك مونتجومري (بالإنجليزية: Mike Montgomery)‏ هو مدرب كرة سلة أمريكي، ولد في 27 فبراير 1947 في لونغ بيتش في الولايات المتحدة.

## روابط خارجية
- مايك مونتغومري على موقع قاعة المشاهير الجامعة الوطنية لكرة السلة (الإنجليزية)
- مايك مونتغومري على موقع سبورتس رفرنس (الإنجليزية)
- مايك مونتغومري على موقع كلية كرة السلة في سبورتس رفرنس.كوم (الإنجليزية)